# Šen Tu
Šen Tu (čínsky pchin-jinem Shěn Dù, znaky 沈度, 1357–1434), byl čínský kaligraf a malíř raného mingského období významný svým vzorovým písmem.

## Jména
Šen Tu používal zdvořilostní jméno Min-ce (čínsky pchin-jinem Mínzé, znaky zjednodušené 民则, tradiční 民則) a pseudonym C’-le (čínsky pchin-jinem Zìlè, znaky zjednodušené 自乐, tradiční 自樂).

## Život a dílo

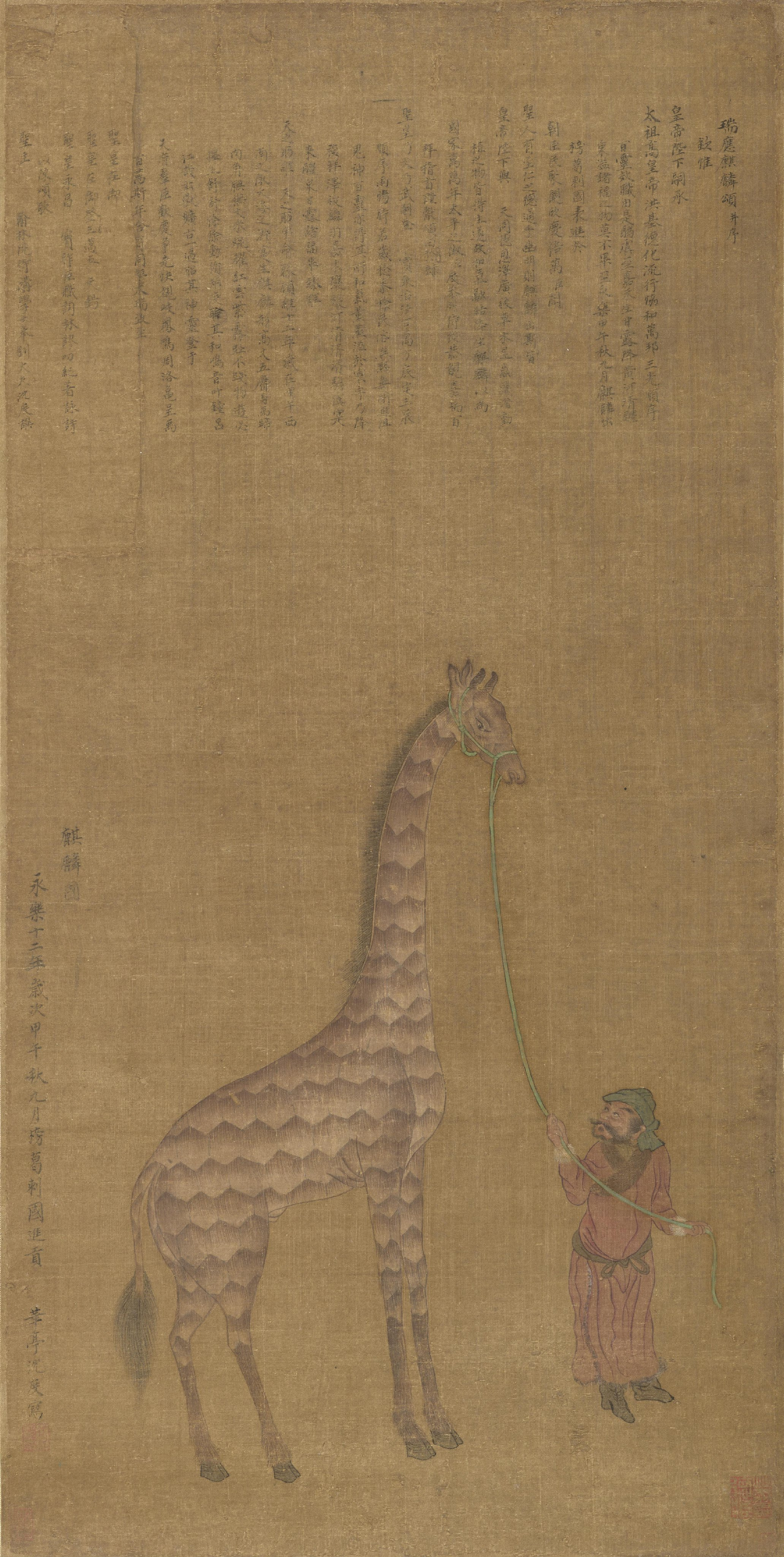
Šen Tuova malba žirafy přivezené do Pekingu císaři Jung-lemu jako tribut vyslanci bengálského sultána, 1414, Philadelphia Museum of Art

Šen Tu pocházel z okresu Chua-tching v prefektuře Sung-ťiang (dnes je Chua-tching městys v městském obvodu Ťia-ting v Šanghaji). Za vlády císaře Chung-wu (1368–1398) neuspěl v úřednických zkouškách. Nicméně cvičil kaligrafii a když roku 1403 nový císař Jung-le po občanské válce obnovoval úřady, byl vybrán do akademie Chan-lin. Jeho kaligrafická dovednost mu získala obdiv panovníka, Jung-le mu svěřoval psaní důležitých císařských výnosů. Díky svým schopnostem a přízní císaře v akademii postoupil z místa archiváře (ťien-ťi), přes korektora (ťien-tchao) a staršího kompilátora (siou-čuan) až na akademika-komentátora (š’-ťiang süe-š’).
Jako kaligraf byl dovedný v řadě stylů, ale nejlepší bylo jeho vzorové písmo, zejména malé vzorové. Se svými klidnými, elegantními liniemi je považováno za nejlepší z raně mingského období. Bylo vysoce hodnoceno už Jung-lem, který Šen Tua vychvaloval jako „Wang Si-č’a současnosti“, a stalo se vzorem pro oficiální písmo úředních dokumentů (tzv. tchaj-ke tchi, 臺閣體, či kuan-ke tchi, 館閣體).
Jeho mladší bratr Šen Cchan byl také uznávaný kaligraf zaměstnaný v akademii Chan-lin, oba jsou shrnováni jako „dva Šenové“.